# Ise (cuirassé)
Ne doit pas être confondu avec JDS Ise.
Pour les articles homonymes, voir Ise.
L'Ise est le navire de tête de la classe de cuirassés Ise en compagnie du Hyūga, tous deux étant des vétérans de la Première Guerre mondiale.

## Conception
Ils subirent une refonte entre 1935 et 1937 mais leur lenteur fut toujours leur plus grave défaut. Après la bataille de Midway, le 4 juin 1942, l'Ise et le Hyuga furent reconfigurés en semi-porte-avions pour compenser en partie les pertes subies. Deux des six tourelles de l'armement principal furent supprimées pour laisser la place à une plate-forme et à des catapultes pour un maximum de 22 appareils, lesquels devaient ensuite aller se poser sur des "vrais" porte-avions d'accompagnement. Mais cette conception ne fut pas mise en pratique car les appareils prévus ne furent pas livrés ; ils furent remplacés par quelques hydravions. 

## Histoire
Le 26 octobre 1944, dans le golfe de Leyte, l'Ise et le Hyuga furent touchés par des bombes. Ils allèrent alors se faire réparer à Kure (Japon) où, le 28 juillet 1945, ils furent attaqués et gravement touchés par des avions basés sur les porte-avions américains USS Lexington et USS Ticonderoga. Ils furent alors échoués, puis démolis en 1946.